# Eriococcus droserae
Eriococcus droserae är en insektsart som först beskrevs av Miller, Liu och Howell 1992.  Eriococcus droserae ingår i släktet Eriococcus och familjen filtsköldlöss. Inga underarter finns listade i Catalogue of Life.